# August Ahlqvist
Karl August Engelbrecht Ahlqvist (Kuopio, 1826. augusztus 7. – Helsinki, 1889. november 20.) finn költő, kritikus, filológus, nyelvész, a finnugor nyelvek kutatója, a Magyar Tudományos Akadémia tiszteleti tagja (1859).

## Élete
Johan Mauritz Nordenstam és Maria Augustina Ahlqvist házasságon kívül született fia volt. Apja később magas állami pozícióba került.
Szülővárosában, egyik pártfogója, J. V. Snellman folyóiratában kezdett publikálni A. Oksanen álnéven. 1847-ben harmadmagával (társai: D. E. D. Europaeus és Paavo Tikkanen) megalapította a Suometar című folyóiratot. 
A helsingforsi egyetemen tanult. Célul tűzte ki a finnugor nyelvek tanulmányozását, a finn irodalmi nyelv kialakítását és a finn nyelv széles körű használatának elterjesztését hazájában. 1856-tól 1859-ig nagy utazást tett a Volga és az Urál vidékén élő finnugor és török nyelvű népek között. A hanti és a manysi nyelv tanulmányozására ismét elutazott 1877-ben és harmadszor is, 1880-ban. Tanulmányutat tett Észtországban és az 1860-as években Magyarországon is járt. 1863-ban kinevezték a Helsinki Egyetem finn nyelv és irodalom professzorává. Hivatali idejében vették fel a magyar nyelvet egyetemi tantárgynak.
1871-ben Kieletär címen nyelvészeti és irodalmi lapot indított. Versei két kötetben jelentek meg (Säkeniä, 1860; Säkeniä: toinen parvi, 1868). Költeményeiben arra törekedett, hogy átvegye és a finnben meghonosítsa a nyugat-európai költői formákat. Ő írta az első finn nyelvű szonettet (1854) és az első finn balladát. Számos tanulmányt publikált a finn nyelvről. Finn közmondásgyűjteményt adott közre, ő írta az első finn útikönyvet (Muistelmia matkoilta venäjällä, 1859), tanulmányokat írt a Kalevaláról, fordított Johan Ludvig Runebergtől (svédből), Schillertől, Molière-től.

## Munkái
- Geografia eli maan opas, 1844 (fordítás Ludvig Stoud Platou munkáiból)
- Lyhykäinen kertomus Kristuksen armovaltakunnan menoista (1845)
- Satu (1847)
- Finland och finnarne före landets underkufvande af svenskarne (1849)
- Bidrag till Finska språkforskninggens historia före Porthan (1854)
- Viron nykyisemmästä kirjallisuudesta (1855)
- Tuhat yksi yötä; Ihmeellinen onni: itämainen satu (1855)
- Votisk grammatik jemte språkprof och ordförteckning (1855) [a finnországi vót nyelvjárás leírása]
- Venäläisiä sanoja Suomen kielessä (1857)
- Anteckningar i Nordtschudiskan (1859)
- Muistelmia matkoilta Venäjällä vuosina (1845-58, 1859)
- Läran on verben i mordwinska (1859)
- Friedrich Schiller: Laulu kellosta (1859, fordítás)
- Molière: Väkinäinen naiminen: ilveilys yhdessänäytöksessä (1860, fordítás)
- Suomalaisten suku-nimistä (1860)
- Forschungen auf dem Gebiete der uralaltaischen Sprachen. I. Theil (1861)
- Friedrich von Schiller: Kavaluus ja rakkaus (1863, fordítás)
- Säkeniä (1860, 1868)
- Versuch einer Mokscha-Mordwinischen Grammatik nebst Texten Und Wörterverzeichniss (1861)
- Suomalainen runous-oppi kielelliseltä kannalta (1863)
- Suomenmaan virkojen ja virastojen nimiä suomeksi (1865)
- Matteuksen Evankeliumi: Karjalan kielellä selitysten kanssa (1865, fordítás)
- Säkeniä: toinen parvi (1868)
- Auszüge aus einer neuen grammatik der finnischen sprache (1868)
- Valittuja Suomen kansan sananlaskuja. Nuorisoa varten Sana- ja asiaselitysten kanssa (1869)
- Suomalainen murteiskirja, tahi lukemisia Viron, Karjalan, Vatjan, Vepsän ja Liivin kielillä suomalaisten sanastojen kanssa (1869) [a finn nyelvjárások könyve]
- Det vestfinska språkets kulturord (1871)
- Uusi Suomalainen Lukemisto Suomalais-Ruotsalaisen Sanakirjan kanssa. Lyseilöitä varten (1873, szerk.)
- Forschungen auf dem Gebiete der Ural-Altaischen Sprachen, 2. Theil, 1875 - Forskningar på de ural-altaiska språkens område. Andra delen (övers. 1871)
- Suomen kielen rakennus (1877) [a finn nyelv szerkezete; csak az első kötet, mely a névszók képzését és ragozását tárgyalja)
- Täydellinen Kalevalan sanasto (1878)
- Über die Sprache der Nord-Ostjaken: Sprachtexte, Wörtersammlung und Grammatik (1880)
- Puhe Keisarillisen Aleksanderin-Yliopiston riemujuhlassa 2: na p. Maalisk. v. 1880 (1880)
- Muistopuhe Franz Anton Schiefner'istä. Suomen tiedeseuran vuosijuhlassa 29 p. huhtik. v. 1881 (1881)
- Tutkimus sivistyssanoista obilais-ugrilaisten kansojen kielissä (1882)
- Unter Wogulen und Ostjaken. Reisebriefe und etnographische Mittheilungen (1883)
- Elias Lönnrot Biografiskt utkast, 1884 - Elias Lönnrot: elämä-kerrallisia piirteitä (1884)
- Tutkimuksia Kalevalan tekstissä ja tämän tarkastusta (1886)
- Kalevalan Karjalaisuus. Kalevalasta itsestään ja muualta todistanut (1887)
- Suomalaisia puhekokeita (1889)
- Wogulischer Wörterverzeichniss (1891)
- Wogulische Sprachtexte nebst Entwurf einer wogulischen Grammatik Aus Dem Nachlasse Des Verfassers (1894, kiadta Yrjö Wichmann)
- Oksasen runoja (1898)
- Artur Kannisto: Ahlquist Ágost és Budenz József levelezése egymással; ford. Papp István; Egyetemi Ny., Debrecen, 1942
- Kirjet: Kielimiehen ja kaukomatkailijan viestejä (1845-1889 1845-1889, 1982) (toim. Maija Hirvonen, Kaisu Lahikainen)

Írt egy tanulmányt a magyar és a finn nyelv rokonságáról is (Om Ungerska sprakets förvandtskap med Finskan, 1863). Ismertette Hunfalvy Pál a Nyelvtudományi Közlemények 3. kötetében.